# Ricciardo e Zoraide
Ricciardo e Zoraide (título original en italiano; en español, Ricardo y Zoraida) es una ópera en dos actos con música de Gioachino Rossini y libreto en italiano de Francesco Berio de Salsa. El texto se basa en los cantos XIV y XV de Il Ricciardetto, un poema épico de Niccolò Forteguerri. Se estrenó en el Teatro de San Carlos, Nápoles, el 3 de diciembre de 1818.

## Historia
Domenico Barbaja, empresario del Teatro San Carlo, le comisionó a Rosini dos óperas para 1818. La primera de ellas sería Mosè in Egitto, estrenada el 5 de marzo. La segunda, Ricciardo e Zoraide, partía de un libreto de Berio di Salsa, tomaba como base "Il Ricciardetto", poema jocoso de Niccolò Forteguerri publicado en 1738 e inspirado en los antiguos poemas caballerescos. El libreto cambia el lugar de la acción, trasladándola a Nubia, siguiendo los gustos orientalistas de la época. El libreto estaba ya en manos de Rossini cuando éste partió a pasar unos meses a Bolonia a mediados de abril. Rossini tenía poca fe en el libreto, pero la ópera estaba compuesta y lista para estrenarse a finales de septiembre. Pero el estreno tuvo que posponerse, primero por enfermedad de Rossini y luego de los solistas, Colbran y David. La ópera se estrenó finalmente el 3 de diciembre, con gran éxito.
La ópera siguió representándose con regularidad en Italia y en otras ciudades europeas (Lisboa, París, Londres, Viena, Múnich) hasta 1846. La ópera se recuperó en época moderna en 1990 en el Rossini Opera Festival de Pésaro, con William Matteuzzi y Bruce Ford, que realizarían la primera grabación en estudio de la ópera 5 años después. Con posterioridad se ha representado en el festival Rossini in Wildbad en 2013 y, de nuevo, en el Festival de Pésaro en 2018

## Personajes
| Personaje                                                  | Tesitura     | Reparto del estreno, 3 de diciembre de 1818 (Director: Nicola Festa ) |
| ---------------------------------------------------------- | ------------ | --------------------------------------------------------------------- |
| Agorante, rey de Nubia, encaprichado de Zoraide            | baritenor    | Andrea Nozzari                                                        |
| Zomira, esposa de Agorante                                 | contralto    | Rosmunda Pisaroni                                                     |
| Zamorre, confidaente de Agorante                           | tenor        | Gaetano Chizzola                                                      |
| Elmira, confidente de Zomira                               | mezzosoprano | Raffaella de Bernardis                                                |
| Ircano, un príncipe nubio                                  | bajo         | Michele Benedetti                                                     |
| Zoraide, hija de Ircano, enamorada de Ricciardo            | soprano      | Isabella Colbran                                                      |
| Ricciardo, un caballero cristiano, enamorado de Zoraide    | tenor        | Giovanni David                                                        |
| Fatima, confidente de Zoraide                              | mezzosoprano | Maria Manzi                                                           |
| Ernesto, amigo de Ricciardo, embajador del campo cristiano | tenor        | Giuseppe Ciccimarra                                                   |

## Argumento
Antecedentes
Agorante, uno de los reyes de Nubia, ha depuesto a Ircano, rey de otra parte de Nubia, furioso porque éste le ha negado la mano de su hija Zoraide. Durante la fuga, la princesa ha conocido al cruzado Ricciardo; ambos se han enamorado y ella ha seguido al caballero abandonando a su padre, que vaga en busca de su hija. Mientras, Agorante ha descubierto que Zoraide se ha refugiado en el campamento cruzado, así que lo ataca y consigue tomar numerosos prisioneros, entre ellos Zoraide. 
Acto I
Exterior de las murallas de Dongola, capital de Nubia
Agorante regresa triunfal a su capital, aclamado por el pueblo, al que arenga contra los cruzados que secuestraron a Zoraide (aria: Popoli della Nubia). 
Habitación en el palacio de Agorante
Zoraide tiembla de miedo al escuchar el sonido de las tropas triunfantes. Su confidente, Fatima, le dice que Ricciardo le ha hecho llegar una carta ofreciéndose a rescatarla, pero ella está en peligro por el odio que le tiene Zomira, esposa de Agorante. Ésta le dice a Zoraide que Agorante la ama y le ofrece tramposamente su ayuda. Llega Agorante y muestra su deseo de separarse de Zomira y casarse con Zoraide. Al ver que esta lo rechaza, planea asesinar a Ricciardo.
Exterior del castillo de Dongola, junto al río
Soldados nubios vigilan desde la muralla. En un barco llegan Ernesto, embajador cruzado, y Ricciardo, disfrazado de Africano. Ernesto le dice a su compañero que tenga cuidado, ya que lo buscan tanto Agorante como ircano, este último por haber raptado a su hija. Pero Ricciardo se siente seguro con su disfraz, y pretende seguir a Ernesto para así poder acceder a la ciudad y llegar a Zoraide (aria: S'ella m'è ognor fedele). Un pañuelo blanco que alza Ernesto les abre acceso a la ciudad. 
Habitación en el palacio
Celosa, Zomira le pide a su confidente Elmira que espíe a Zoraide. Ambas salen y entra Agorante, que llama ante él al embajador cruzado. Ernesto le pide que le devuelva a Zoraide y los soldados que ha capturado durante el ataque nocturno para demostrar que éste no ha sido idea suya. Agorante se niega a entregar a Zoraide, afirmando que han sido los cruzados quienes la han raptado, aunque acepta liberar a los soldados. Ernesto le dice que eso es una declaración de guerra, y tiene además que calmar a Ricciardo, quien, furioso, está a punto de delatarse sacando su espada. 
Sala del trono
Agorante hace traer a Zoraide y le ofrece casarse con ella. Zoraide lo rechaza, afirmando que el dolor por la pérdida de su padre se lo impide. Agorante insiste, a la vista de los recién llegados Ernesto y Ricciardo. Agorante se niega a devolver a Zoraide, aunque eso suponga la guerra. Llega Zomira tratando de detenerlo, pero Agorante está obsesionado con Zoraide y se niega a entrar en razón y hace llamar a sus tropas para la guerra. 
Acto II
Atrio del palacio
Ricciardo, disfrazado de nubio, consigue entrevistarse con Agorante. El "nubio" afirma que Ricciardo le robó a su esposa, y Agorante le pide que le cuente eso a Zoraide para que sepa que su amado le es infiel. Ella al principio no reconoce a su amante, pero al final Ricciardo consigue que confíe en él y le pide que finja amar a Agorante. Pero Agorante la sigue viendo reacia y, enfurecido, manda encarcelarla. Agorante dice que su libertad se decidirá en un torneo, y un caballero recién llegado se ofrece a luchar por la princesa; no es otro que su padre Ircano, oculto bajo un yelmo y no reconocido por nadie. Agorante escoge a Ricciardo para que luche por él. Por otro lado, Elmira le cuenta a Zomira que el nubio es en realidad Ricciardo. 
Mazmorra
Zoraide espera angustiada el resultado del torneo. Llega Zomira, quien le ofrece escapar junto a Ricciardo. Zoraide escapa por el lugar que le indica Zomira, pero esta busca vengarse haciendo morir a los dos enamorados, así que a la llegada de Agorante la delata, así como a Ricciardo, quien acaba de vencer a Ircano. Agorante se apresa a capturarlos, viendo su venganza definitiva al alcance. 
Plaza junto al río
Ricciardo y Zoraide son conducidos a su ejecución. Se les une Ircano, quien rechaza a su hija por haberle abandonado, pese a confesar que fue su amor paterno el que le empujó a luchar por ella. Zoraide le pide a Agorante que por lo menos perdone la vida de su padre, pero él está ansioso por ejecutar a los tres; le ofrece salvar la vida de su padre si acepta casarse con él, pero Riciardo será ejecutado. En ese momento llegan los cruzados liderados por Ernesto, quien se dispone a atravesar con su espada a Agorante, aunque es detenido por Ricciardo. Ircano perdona a su hija y bendice a la pareja. 

## Estructura
Acto 1
- 1 Sinfonia e Introducción Cinto di nuovi allori (Coro)
- 2 Recitativo y Cavatina Popoli della Nubia - Minacci pur, disprezzo (Agorante)
- 3 Coro Quai grida! (Zoraide, Fatima)
- 4 Dueto Invan tu fingi, ingrata (Zomira, Zoraide)
- 5 Terceto Cruda sorte! (Zoraide, Agorante, Zomira, Coro)
- 6 Coro Che recate?
- 7 Cavatina con pertichini S'ella m'è ognor fedele (Ricciardo, Ernesto)
- 8 Coro Se al valor compenso promesso
- 9 Finale Primo Cessi omai quel tuo rigore (Agorante, Ricciardo, Ernesto, Zoraide, Coro, Zomira)

Acto 2
- 10 Dueto Donala a questo core (Agorante, Ricciardo)
- 11 Dueto Ricciardo! Che veggo? (Zoraide, Ricciardo)
- 12 Cuarteto Contro cento e cento prodi (Ircano, Agorante, Ricciardo, Zoraide, Coro)
- 13 Escena y Aria Più non sente quest'alma dolente (Coro, Zomira)
- 14 Coro y EstrofasIl tuo pianto, i tuoi sospiri (Zoraide)
- 15 Coro, Gran Scena e Finale Secondo Qual giorno, ahimè, d'orror - Salvami il padre almeno - Sorpresi, traditi - Or più dolci intorno al core (Coro, Zoraide, Ricciardo, Ircano, Agorante, Zomira, Ernesto)

## Discografía
| Año  | Reparto(Ricciardo, Zoraide, Agorante, Zomira, Ircano, Ernesto)                                            | Director de Orquesta     | Sello discográfico |
| ---- | --- | ------------------------ | ------------------ |
| 1995 | William Matteuzzi, Nelly Miricioiu, Bruce Ford, Della Jones, Alastair Miles, Paul Nilon                   | David Parry              | Opera Rara         |
| 2013 | Maxim Mironov, Alessandra Marianelli, Randall Bills, Silvia Beltrami, Nahuel di Pierro, Artavazd Sargsyan | José Miguel Pérez-Sierra | Naxos              |
| 2018 | Juan Diego Flórez, Pretty Yende, Sergey Romanovsky, Victoria Yarovaya, Nicola Ulivieri, Xabier Anduaga    | Giacomo Sagripanti       | Decca              |